# Тау Кормы
Тау Кормы (τ Puppis, τ Pup) — звезда в созвездии Кормы. Видимая звёздная величина составляет +2,95. Тау Кормы расположена на расстоянии около 182 св. лет (56 пк) от Солнца. Является спектрально-двойной звездой, в которой вторичный компонент был выявлен по наличию смещения линий поглощения в спектре, возникающего вследствие эффекта Доплера. Два компонента данной звёздной системы обращаются друг вокруг друга с периодом 1066 дней (2,9 года) по орбите с малым эксцентриситетом (0.090).
Первичный компонент звезды имеет спектральный класс K1 III. Класс светимости III показывает, что звезда превратилась в звезду-гигант, исчерпав запас водорода в ядре и удаляясь от главной последовательности на диаграмме Герцшпрунга — Рассела. Измеренный методами интерферометрии видимый угловой диаметр звезды после коррекции эффекта потемнения диска к краю составил 4.49 ± 0.07 мсд, что при измеренном расстоянии до звезды соответствует радиусу звезды, равному 27 радиусов Солнца. Скорость вращения звезды, по-видимому, невелика: проекция скорости вращения составляет 2,2 км/с. Тау Кормы излучает энергию из внешних слоев  с эффективной температурой около 4500 K, что означает оранжевый цвет звезды и спектральный класс K.